# The Infernal Storm
The Infernal Storm – czwarty album studyjny amerykańskiej grupy muzycznej Incantation. Wydawnictwo ukazało się 9 maja 2000 roku nakładem wytwórni muzycznej Relapse Records. Nagrania zostały zarejestrowane w Mars Studios w Cleveland w stanie Ohio pomiędzy listopadem a grudniem 1999 roku.

## Lista utworów
Opracowano na podstawie materiału źródłowego.
1. „Anoint the Chosen” (Yench) – 3:53
2. „Extinguishing Salvation” (Yench) – 4:07
3. „Impetuous Rage” (Yench) – 5:03
4. „Sempiternal Pandemonium” (Yench) – 6:18
5. „Lustful Demise” (Yench) – 5:14
6. „Heaven Departed” (Yench) – 7:32
7. „Apocalyptic Destroyer of Angels” (Yench) – 3:19
8. „Nocturnal Kingdom of DemonicEnlightenment” (McEntee) – 4:28

## Twórcy
Opracowano na podstawie materiału źródłowego.

- Mike Saez – wokal prowadzący, gitara rytmiczna, gitara prowadząca
- John McEntee – gitara prowadząca
- Robert Yench – gitara basowa
- Dave Culross – perkusja
- Bill Korecky – produkcja muzyczna, inżynieria dźwięku, mastering
- Miran Kim – okładka
- Ralph Tambora – oprawa graficzna
- Jeff Wolfe – zdjęcia
- Matthew F. Jacobson – producent wykonawczy